# Eupterote canaraica
Eupterote canaraica är en fjärilsart som beskrevs av Moore 1879. Eupterote canaraica ingår i släktet Eupterote och familjen Eupterotidae. Inga underarter finns listade i Catalogue of Life.